# Alexander Bury
Alexander Bury (Minsk, 14 de setembro de 1987) é um tenista profissional bielorrusso.

## ATP Tour finais

### Duplas: 1 (1 título)
| Legenda                           |
| --------------------------------- |
| Grand Slam tournaments (0–0)      |
| ATP World Tour Finais (0–0)       |
| ATP World Tour Masters 1000 (0–0) |
| ATP World Tour 500 Series (0–0)   |
| ATP World Tour 250 Series (1–0)   |

| Resultado | N. | Data          | Torneio                   | Piso   | Parceiro      | Oponentes                          | Placar           |
| --------- | -- | ------------- | ------------------------- | ------ | ------------- | ---------------------------------- | ---------------- |
| Campeão   | 1. | 2 Agosto 2015 | Swiss Open, Gstaad, Suíça | Saibro | Denis Istomin | Oliver Marach Aisam-ul-Haq Qureshi | 3–6, 6–2, [10–5] |